# Ṛgveda (indici)
Indice dei 1.028 inni del Ṛgveda contenuti in 10 libri denominati Maṇḍala, con le rispettive divinità celebrate (in parentesi il "cantore" o i "cantori" a cui è stato attribuito l'inno).

## 1° Libro (Maṇḍala)
1. Agni (Autore: Madhucchandas Vaisvamitra)
2. Vayu (Autore: Madhucchandas Vaisvamitra)
3. Ashvin (Autore: Madhucchandas Vaisvamitra)
4. Indri (Autore: Madhucchandas Vaisvamitra)
5. Indra (Autore: Madhucchandas Vaisvamitra)
6. Indra (Autore: Madhucchandas Vaisvamitra)
7. Indra (Autore: Madhucchandas Vaisvamitra)
8. Indra (Autore: Madhucchandas Vaisvamitra)
9. Indra (Autore: Madhucchandas Vaisvamitra)
10. Indra (Autore: Madhucchandas Vaisvamitra)
11. Indra (Autore: Jeta Madhucchandas)
12. Agni (Autore: Medhatithi Kanvaa)
13. Agni (Autore: Medhatithi Kanvaa)
14. Vishvedeva (Autore: Medhatithi Kanvaa)
15. Rtu (Autore: Medhatithi Kanvaa)
16. Indra (Autore: Medhatithi Kanvaa)
17. Indra-Varuna (Autore: Medhatithi Kanvaa)
18. Brahmanaspati (Autore: Medhatithi Kanvaa)
19. Agni, Marut (Autore: Medhatithi Kanvaa)
20. Ribhus (Autore: Medhatithi Kanvaa)
21. Indra-Agni (Autore: Medhatithi Kanvaa)
22. Ashvin e altri (Autore: Medhatithi Kanvaa)
23. Vayu e altri (Autore: Medhatithi Kanvaa)
24. Varuna e altri (Autori: Sunahsepa Ajigarti; Devarata Vaisvamitra)
25. Varuna (Autori: Sunahsepa Ajigarti; Devarata Vaisvamitra)
26. Agni (Autori: Sunahsepa Ajigarti; Devarata Vaisvamitra)
27. Agni (Autori: Sunahsepa Ajigarti; Devarata Vaisvamitra)
28. Indra, ecc (Autori: Sunahsepa Ajigarti; Devarata Vaisvamitra)
29. Indra (Autori: Sunahsepa Ajigarti; Devarata Vaisvamitra)
30. Indra (Autori: Sunahsepa Ajigarti; Devarata Vaisvamitra)
31. Agni (Autore: Hiranyastupa Angiras)
32. Indra (Autore: Hiranyastupa Angiras)
33. Indra (Autore: Hiranyastupa Angiras)
34. Ashvin (Autore: Hiranyastupa Angiras)
35. Savitar (Autore: Hiranyastupa Angiras)
36. Agni (Autore: Kanva Ghaura)
37. Marut (Autore: Kanva Ghaura)
38. Marut (Autore: Kanva Ghaura)
39. Marut (Autore: Kanva Ghaura)
40. Brahmanaspati (Autore: Kanva Ghaura)
41. Varuna, Mitra, Aryaman (Autore: Kanva Ghaura)
42. Pusan (Autore: Kanva Ghaura)
43. Rudra (Autore: Kanva Ghaura)
44. Agni (Autore: Praskanva Kanva)
45. Agni (Autore: Praskanva Kanva)
46. Ashvin (Autore: Praskanva Kanva)
47. Ashvin (Autore: Praskanva Kanva)
48. Usas (Autore: Praskanva Kanva)
49. Usas (Autore: Praskanva Kanva)
50. Surya (Autore: Praskanva Kanva)
51. Indra (Autore: Savya Angiras)
52. Indra (Autore: Savya Angiras)
53. Indra (Autore: Savya Angiras)
54. Indra (Autore: Savya Angiras)
55. Indra (Autore: Savya Angiras)
56. Indra (Autore: Savya Angiras)
57. Indra (Autore: Savya Angiras)
58. Agni (Autore: Nodhas Gautama)
59. Agni (Autore: Nodhas Gautama)
60. Agni (Autore: Nodhas Gautama)
61. Indra (Autore: Nodhas Gautama)
62. Indra (Autore: Nodhas Gautama)
63. Indra (Autore: Nodhas Gautama)
64. Marut (Autore: Nodhas Gautama)
65. Agni (Autore: Parasara Saktya)
66. Agni (Autore: Parasara Saktya)
67. Agni (Autore: Parasara Saktya)
68. Agni (Autore: Parasara Saktya)
69. Agni (Autore: Parasara Saktya)
70. Agni (Autore: Parasara Saktya)
71. Agni (Autore: Parasara Saktya)
72. Agni (Autore: Parasara Saktya)
73. Agni (Autore: Parasara Saktya)
74. Agni (Autore: Gotama Rahugana)
75. Agni (Autore: Gotama Rahugana)
76. Agni (Autore: Gotama Rahugana)
77. Agni (Autore: Gotama Rahugana)
78. Agni (Autore: Gotama Rahugana)
79. Agni (Autore: Gotama Rahugana)
80. Indra (Autore: Gotama Rahugana)
81. Indra (Autore: Gotama Rahugana)
82. Indra (Autore: Gotama Rahugana)
83. Indra (Autore: Gotama Rahugana)
84. xx (Autore: Gotama Rahugana)
85. Marut (Autore: Gotama Rahugana)
86. Marut (Autore: Gotama Rahugana)
87. Marut (Autore: Gotama Rahugana)
88. Marut (Autore: Gotama Rahugana)
89. Vishvedeva (Autore: Gotama Rahugana)
90. Vishvedeva (Autore: Gotama Rahugana)
91. Soma (Autore: Gotama Rahugana)
92. Usas (Autore: Gotama Rahugana)
93. Agni-Soma (Autore: Gotama Rahugana)
94. Agni (Autore: Kutsa Angiras)
95. Agni (Autore: Kutsa Angiras)
96. Agni (Autore: Kutsa Angiras)
97. Agni (Autore: Kutsa Angiras)
98. Agni (Autore: Kutsa Angiras)
99. Agni (Autore: KasyapaMarica)
100. Agni (Autore: RjrasvaVarsagira)
101. Indra (Autore: Kutsa Angiras)
102. Indra (Autore: Kutsa Angiras)
103. Indra (Autore: Kutsa Angiras)
104. Indra (Autore: Kutsa Angiras)
105. Vishvedeva (Autore: Kutsa Angiras)
106. Vishvedeva (Autore: Kutsa Angiras)
107. Vishvedeva (Autore: Kutsa Angiras)
108. Indra-Agni (Autore: Kutsa Angiras)
109. Indra-Agni (Autore: Kutsa Angiras)
110. Ribhus (Autore: Kutsa Angiras)
111. Ribhus (Autore: Kutsa Angiras)
112. Ashvin (Autore: Kutsa Angiras)
113. Usas (Autore: Kutsa Angiras)
114. Rudra (Autore: Kutsa Angiras)
115. Surya (Autore: Kutsa Angiras)
116. Ashvin (Autore: Kaksivan Dairghatamas)
117. Ashvin (Autore: Kaksivan Dairghatamas)
118. Ashvin (Autore: Kaksivan Dairghatamas)
119. Ashvin (Autore: Kaksivan Dairghatamas)
120. Ashvin (Autore: Kaksivan Dairghatamas)
121. Indra (Autore: Kaksivan Dairghatamas)
122. Vishvedeva (Autore: Kaksivan Dairghatamas)
123. Usas (Autore: Kaksivan Dairghatamas)
124. Usas (Autore: Kaksivan Dairghatamas)
125. Svanaya (Autore: Kaksivan Dairghatamas)
126. Bhavayavya (Autore: Kaksivan Dairghatamas)
127. Agni (Autore: Parucchepa Daivodasi)
128. Agni (Autore: Parucchepa Daivodasi)
129. Indra (Autore: Parucchepa Daivodasi)
130. Indra (Autore: Parucchepa Daivodasi)
131. Indra (Autore: Parucchepa Daivodasi)
132. Indra (Autore: Parucchepa Daivodasi)
133. Indra (Autore: Parucchepa Daivodasi)
134. Vayu (Autore: Parucchepa Daivodasi)
135. Vayu, Indra-Vayu (Autore: Parucchepa Daivodasi)
136. Mitra-Varuna (Autore: Parucchepa Daivodasi)
137. Mitra-Varuna (Autore: Parucchepa Daivodasi)
138. Pusan (Autore: Parucchepa Daivodasi)
139. Vishvedeva (Autore: Parucchepa Daivodasi)
140. Agni (Autore: Dirghatamas Aucathya)
141. Agni (Autore: Dirghatamas Aucathya)
142. Apris (Autore: Dirghatamas Aucathya)
143. Agni (Autore: Dirghatamas Aucathya)
144. Agni (Autore: Dirghatamas Aucathya)
145. Agni (Autore: Dirghatamas Aucathya)
146. Agni (Autore: Dirghatamas Aucathya)
147. Agni (Autore: Dirghatamas Aucathya)
148. Agni (Autore: Dirghatamas Aucathya)
149. ?? (Autore: Dirghatamas Aucathya)
150. Agni (Autore: Dirghatamas Aucathya)
151. Mitra-Varuna (Autore: Dirghatamas Aucathya)
152. Mitra-Varuna (Autore: Dirghatamas Aucathya)
153. Mitra-Varuna (Autore: Dirghatamas Aucathya)
154. Vishnu (Autore: Dirghatamas Aucathya)
155. Vishnu-Indra (Autore: Dirghatamas Aucathya)
156. Vishnu (Autore: Dirghatamas Aucathya)
157. Ashvin (Autore: Dirghatamas Aucathya)
158. Ashvin (Autore: Dirghatamas Aucathya)
159. Cielo e Terra (Autore: Dirghatamas Aucathya)
160. Cielo e Terra (Autore: Dirghatamas Aucathya)
161. Ribhus (Autore: Dirghatamas Aucathya)
162. Il Cavallo (Autore: Dirghatamas Aucathya)
163. Il Cavallo (Autore: Dirghatamas Aucathya)
164. Vishvedeva (Autore: Dirghatamas Aucathya)
165. Indra, Marut (Autore: Agastya Maitravaruni)
166. Marut (Autore: Agastya Maitravaruni)
167. Indra, Marut (Autore: Agastya Maitravaruni)
168. Marut (Autore: Agastya Maitravaruni)
169. Indra (Autore: Agastya Maitravaruni)
170. Indra, Marut (Autore: Agastya Maitravaruni)
171. Marut (Autore: Agastya Maitravaruni)
172. Marut (Autore: Agastya Maitravaruni)
173. Indra (Autore: Agastya Maitravaruni)
174. Indra (Autore: Agastya Maitravaruni)
175. Indra (Autore: Agastya Maitravaruni)
176. Indra (Autore: Agastya Maitravaruni)
177. Indra (Autore: Agastya Maitravaruni)
178. Indra (Autore: Agastya Maitravaruni)
179. Rati (Autore: Agastya Maitravaruni)
180. Ashvin (Autore: Agastya Maitravaruni)
181. Ashvin (Autore: Agastya Maitravaruni)
182. Ashvin (Autore: Agastya Maitravaruni)
183. Ashvin (Autore: Agastya Maitravaruni)
184. Ashvin (Autore: Agastya Maitravaruni)
185. Cielo e Terra (Autore: Agastya Maitravaruni)
186. Vishvedeva (Autore: Agastya Maitravaruni)
187. Offerta del cibo (Autore: Agastya Maitravaruni)
188. ?? (Autore: Agastya Maitravaruni)
189. Agni (Autore: Agastya Maitravaruni)
190. Brhaspati (Autore: Agastya Maitravaruni)
191. Acqua, Erba, Sole (Autore: Agastya Maitravaruni)

## 2° Libro (Maṇḍala)
1. Agni (Autori: Grtsamada Saunahotra; successivamente Grtsamada Saunaka)
2. Agni (Autori: Grtsamada Saunahotra; successivamente Grtsamada Saunaka)
3. Apris (Autori: Grtsamada Saunahotra; successivamente Grtsamada Saunaka)
4. Agni (Autore: Somahuti Bhargava)
5. Agni (Autore: Somahuti Bhargava)
6. Agni (Autore: Somahuti Bhargava)
7. Agni (Autore: Somahuti Bhargava)
8. Agni (Autori: Grtsamada Saunahotra; successivamente Grtsamada Saunaka)
9. Agni (Autori: Grtsamada Saunahotra; successivamente Grtsamada Saunaka)
10. Agni (Autori: Grtsamada Saunahotra; successivamente Grtsamada Saunaka)
11. Indra (Autori: Grtsamada Saunahotra; successivamente Grtsamada Saunaka)
12. Indra (Autori: Grtsamada Saunahotra; successivamente Grtsamada Saunaka)
13. Indra (Autori: Grtsamada Saunahotra; successivamente Grtsamada Saunaka)
14. Indra (Autori: Grtsamada Saunahotra; successivamente Grtsamada Saunaka)
15. Indra (Autori: Grtsamada Saunahotra; successivamente Grtsamada Saunaka)
16. Indra (Autori: Grtsamada Saunahotra; successivamente Grtsamada Saunaka)
17. Indra (Autori: Grtsamada Saunahotra; successivamente Grtsamada Saunaka)
18. Indra (Autori: Grtsamada Saunahotra; successivamente Grtsamada Saunaka)
19. Indra (Autori: Grtsamada Saunahotra; successivamente Grtsamada Saunaka)
20. Indra (Autori: Grtsamada Saunahotra; successivamente Grtsamada Saunaka)
21. Indra (Autori: Grtsamada Saunahotra; successivamente Grtsamada Saunaka)
22. Indra (Autori: Grtsamada Saunahotra; successivamente Grtsamada Saunaka)
23. Brahmanaspati (Autori: Grtsamada Saunahotra; successivamente Grtsamada Saunaka)
24. Brahmanaspati (Autori: Grtsamada Saunahotra; successivamente Grtsamada Saunaka)
25. Brahmanaspati (Autori: Grtsamada Saunahotra; successivamente Grtsamada Saunaka)
26. Brahmanaspati (Autori: Grtsamada Saunahotra; successivamente Grtsamada Saunaka)
27. Aditya (Autore: Kurma Gartsamada)
28. Varuna (Autore: Kurma Gartsamada)
29. Vishvedeva (Autore: Kurma Gartsamada)
30. Indra e altri (Autori: Grtsamada Saunahotra; successivamente Grtsamada Saunaka)
31. Vishvedeva (Autori: Grtsamada Saunahotra; successivamente Grtsamada Saunaka)
32. Divinità varie (Autori: Grtsamada Saunahotra; successivamente Grtsamada Saunaka)
33. Rudra (Autori: Grtsamada Saunahotra; successivamente Grtsamada Saunaka)
34. Marut (Autori: Grtsamada Saunahotra; successivamente Grtsamada Saunaka)
35. Figlio delle Acque (Autori: Grtsamada Saunahotra; successivamente Grtsamada Saunaka)
36. Divinità varie (Autori: Grtsamada Saunahotra; successivamente Grtsamada Saunaka)
37. Divinità varie (Autori: Grtsamada Saunahotra; successivamente Grtsamada Saunaka)
38. Savitar (Autori: Grtsamada Saunahotra; successivamente Grtsamada Saunaka)
39. Ashvin (Autori: Grtsamada Saunahotra; successivamente Grtsamada Saunaka)
40. Soma e Pusan (Autori: Grtsamada Saunahotra; successivamente Grtsamada Saunaka)
41. Divinità varie (Autori: Grtsamada Saunahotra; successivamente Grtsamada Saunaka)
42. Kapinjala (Autori: Grtsamada Saunahotra; successivamente Grtsamada Saunaka)
43. Kapinjala (Autori: Grtsamada Saunahotra; successivamente Grtsamada Saunaka)

## 3° Libro (Maṇḍala)
1. Agni (Autore: Visvamitra Gathina)
2. Agni (Autore: Visvamitra Gathina)
3. Agni (Autore: Visvamitra Gathina)
4. Apris (Autore: Visvamitra Gathina)
5. Agni (Autore: Visvamitra Gathina)
6. Agni (Autore: Visvamitra Gathina)
7. ?? (Autore: Visvamitra Gathina)
8. Ufficio sacrificale (Autore: Visvamitra Gathina)
9. ?? (Autore: Visvamitra Gathina)
10. Agni (Autore: Visvamitra Gathina)
11. Agni (Autore: Visvamitra Gathina)
12. Indra-Agni (Autore: Visvamitra Gathina)
13. Agni (Autore: Rsabha Vaisvamitra)
14. Agni (Autore: Rsabha Vaisvamitra)
15. Agni (Autore: Utkila Katya)
16. Agni (Autore: Utkila Katya)
17. Agni (Autore: Kata Vaisvamitra)
18. Agni (Autore: Kata Vaisvamitra)
19. Agni (Autore: Gathin Kausika)
20. Agni (Autore: Gathin Kausika)
21. Agni (Autore: Gathin Kausika)
22. Agni (Autore: Gathin Kausika)
23. Agni (Autore: Visvamitra Gathina)
24. Agni (Autore: Visvamitra Gathina)
25. Agni (Autore: Visvamitra Gathina)
26. Agni (Autore: Visvamitra Gathina)
27. Agni (Autore: Visvamitra Gathina)
28. Agni (Autore: Visvamitra Gathina)
29. Agni (Autore: Visvamitra Gathina)
30. Indra (Autore: Visvamitra Gathina)
31. Indra (Autore: Visvamitra Gathina)
32. Indra (Autore: Visvamitra Gathina)
33. Indra (Autore: Visvamitra Gathina)
34. Indra (Autore: Visvamitra Gathina)
35. Indra (Autore: Visvamitra Gathina)
36. Indra (Autori: Visvamitra Gathina, Ghora Angiras)
37. Indra (Autore: Visvamitra Gathina)
38. Indra (Autori: Visvamitra Gathina, Prajapati Vaisvamitra/Vacya)
39. Indra (Autore: Visvamitra Gathina)
40. Indra (Autore: Visvamitra Gathina)
41. Indra (Autore: Visvamitra Gathina)
42. Indra (Autore: Visvamitra Gathina)
43. Indra (Autore: Visvamitra Gathina)
44. Indra (Autore: Visvamitra Gathina)
45. Indra (Autore: Visvamitra Gathina)
46. Indra (Autore: Visvamitra Gathina)
47. Indra (Autore: Visvamitra Gathina)
48. Indra (Autore: Visvamitra Gathina)
49. Indra (Autore: Visvamitra Gathina)
50. Indra (Autore: Visvamitra Gathina)
51. Indra (Autore: Visvamitra Gathina)
52. Indra (Autore: Visvamitra Gathina)
53. Indra, Parvati, Etc (Autore: Visvamitra Gathina)
54. Vishvedeva (Autore: Prajapati Vaisvamitra/Vacya)
55. Vishvedeva (Autore: Prajapati Vaisvamitra/Vacya)
56. Vishvedeva (Autore: Prajapati Vaisvamitra/Vacya)
57. Vishvedeva (Autore: Visvamitra Gathina)
58. Ashvin (Autore: Visvamitra Gathina)
59. Mitra (Autore: Visvamitra Gathina)
60. Ribhus (Autore: Visvamitra Gathina)
61. Usas (Autore: Visvamitra Gathina)
62. Indra e altri (Autori: Visvamitra Gathina, Jamadagni Bhargava)

## 4° Libro (Maṇḍala)
1. Agni (Autore: Vamadeva Gautama)
2. Agni (Autore: Vamadeva Gautama)
3. Agni (Autore: Vamadeva Gautama)
4. Agni (Autore: Vamadeva Gautama)
5. Agni (Autore: Vamadeva Gautama)
6. Agni (Autore: Vamadeva Gautama)
7. Agni (Autore: Vamadeva Gautama)
8. Agni (Autore: Vamadeva Gautama)
9. Agni (Autore: Vamadeva Gautama)
10. Agni (Autore: Vamadeva Gautama)
11. Agni (Autore: Vamadeva Gautama)
12. Agni (Autore: Vamadeva Gautama)
13. Agni (Autore: Vamadeva Gautama)
14. Agni (Autore: Vamadeva Gautama)
15. Agni (Autore: Vamadeva Gautama)
16. Indra (Autore: Vamadeva Gautama)
17. Indra (Autore: Vamadeva Gautama)
18. Indra e altri (Autore: Vamadeva Gautama)
19. Indra (Autore: Vamadeva Gautama)
20. Indra (Autore: Vamadeva Gautama)
21. Indra (Autore: Vamadeva Gautama)
22. Indra (Autore: Vamadeva Gautama)
23. Indra (Autore: Vamadeva Gautama)
24. Indra (Autore: Vamadeva Gautama)
25. Indra (Autore: Vamadeva Gautama)
26. Indra (Autore: Vamadeva Gautama)
27. Il Falco (Autore: Vamadeva Gautama)
28. Indra-Soma (Autore: Vamadeva Gautama)
29. Indra (Autore: Vamadeva Gautama)
30. Indra (Autore: Vamadeva Gautama)
31. Indra (Autore: Vamadeva Gautama)
32. Indra (Autore: Vamadeva Gautama)
33. Ribhus (Autore: Vamadeva Gautama)
34. Ribhus (Autore: Vamadeva Gautama)
35. Ribhus (Autore: Vamadeva Gautama)
36. Ribhus (Autore: Vamadeva Gautama)
37. Ribhus (Autore: Vamadeva Gautama)
38. Dadhikris (Autore: Vamadeva Gautama)
39. Dadhikras (Autore: Vamadeva Gautama)
40. Dadhikravan (Autore: Vamadeva Gautama)
41. Indra-Varuna (Autore: Vamadeva Gautama)
42. Indra-Varuna (Autore: Vamadeva Gautama)
43. Ashvin (Autore: Purumilha Sauhotra, Ajamilha Sauhotra)
44. Ashvin (Autore: Purumilha Sauhotra, Ajamilha Sauhotra)
45. Ashvin (Autore: Vamadeva Gautama)
46. Vayu, Indra-Vayu (Autore: Vamadeva Gautama)
47. Vayu, Indra-Vayu (Autore: Vamadeva Gautama)
48. Vayu (Autore: Vamadeva Gautama)
49. Indra-Brhaspati (Autore: Vamadeva Gautama)
50. Brhaspati (Autore: Vamadeva Gautama)
51. Usas (Autore: Vamadeva Gautama)
52. Usas (Autore: Vamadeva Gautama)
53. Savitar (Autore: Vamadeva Gautama)
54. Savitar (Autore: Vamadeva Gautama)
55. Vishvedeva (Autore: Vamadeva Gautama)
56. Cielo e Terra (Autore: Vamadeva Gautama)
57. Ksetrapati, etc (Autore: Vamadeva Gautama)
58. Ghrta (Autore: Vamadeva Gautama)

## 5° Libro (Maṇḍala)
1. Agni (Autore: Budha/ Gavisthira Atreya)
2. Agni (Autore: Kumara/ Vrsa Jana Atreya)
3. Agni (Autore: Vasusruta Atreya)
4. Agni (Autore: Vasusruta Atreya)
5. Apris (Autore: Vasusruta Atreya)
6. Agni (Autore: Vasusruta Atreya)
7. Agni (Autore: Isa Atreya)
8. Agni (Autore: Isa Atreya)
9. Agni (Autore: Gaya Atreya)
10. Agni (Autore: Gaya Atreya)
11. Agni (Autore: Sutambhara Atreya)
12. Agni (Autore: Sutambhara Atreya)
13. Agni (Autore: Sutambhara Atreya)
14. Agni (Autore: Sutambhara Atreya)
15. Agni (Autore: Dharuna Angiras)
16. Agni (Autore: Puru Atreya)
17. Agni (Autore: Puru Atreya)
18. Agni (Autore: Dvita Atreya)
19. Agni (Autore: Vavri Atreya)
20. Agni (Autore: Prayasvantu Atreya)
21. Agni (Autore: Sasa Atreya)
22. Agni (Autore: Visvasaman Atreya)
23. Agni (Autore: Dyumna Visvacarsani Atreya)
24. Agni (Autori: Behu, Subehu, Srutabehu, Viprabehu [Gaupayanas])
25. Agni (Autore: Vasuyava Atreya)
26. Agni (Autore: Vasuyava Atreya)
27. Agni (Autore: Atri Bhauma)
28. Agni (Autore: Visvavara Atreyi)
29. Agni (Autore: Gauriviti Saktya)
30. Indra (Autore: Babhru Atreya)
31. Indra (Autore: Avasyu Atreya)
32. Indra (Autore: Gatu Atreya)
33. Indra (Autore: Samvarana Prajapatya)
34. Indra (Autore: Samvarana Prajapatya)
35. Indra (Autore: Prabhuvasu Angiras)
36. Indra (Autore: Prabhuvasu Angiras)
37. Indra (Autore: Atri Bhauma)
38. Indra (Autore: Atri Bhauma)
39. Indra (Autore: Atri Bhauma)
40. Indra, Surya, Atri (Autore: Atri Bhauma)
41. Visvedeva (Autore: Atri Bhauma)
42. Visvedeva (Autore: Atri Bhauma)
43. Visvedeva (Autore: Atri Bhauma)
44. Visvedeva (Autori: Avatsara Kasyapa, various Atreyas)
45. Visvedeva (Autore: Sadaprna Atreya)
46. Visvedeva (Autore: Pratiksatra Atreya)
47. Visvedeva (Autore: Pratiratha Atreya)
48. Visvedeva (Autore: Pratibhanu Atreya)
49. Visvedeva (Autore: Pratiprabha Atreya)
50. Visvedeva (Autore: Svasti Atreya)
51. Visvedeva (Autore: Svasti Atreya)
52. Marut (Autore: Syavasva Atreya)
53. Marut (Autore: Syavasva Atreya)
54. Marut (Autore: Syavasva Atreya)
55. Marut (Autore: Syavasva Atreya)
56. Marut (Autore: Syavasva Atreya)
57. Marut (Autore: Syavasva Atreya)
58. Marut (Autore: Syavasva Atreya)
59. Marut (Autore: Syavasva Atreya)
60. Marut (Autore: Syavasva Atreya)
61. Marut (Autore: Syavasva Atreya)
62. Mitra-Varuna (Autore: Srutavida Atreya)
63. Mitra-Varuna (Autore: Arcananas Atreya)
64. Mitra-Varuna (Autore: Arcananas Atreya)
65. Mitra-Varuna (Autore: Ratahavya Atreya)
66. Mitra-Varuna (Autore: Ratahavya Atreya)
67. Mitra-Varuna (Autore: Yajata Atreya)
68. Mitra-Varuna (Autore: Yajata Atreya)
69. Mitra-Varuna (Autore: Urucakri Atreya)
70. Mitra-Varuna (Autore: Urucakri Atreya)
71. Mitra-Varuna (Autore: Bahuvrkta Atreya)
72. Mitra-Varuna (Autore: Bahuvrkta Atreya)
73. Ashvin (Autore: Paura Atreya)
74. Ashvin (Autore: Paura Atreya)
75. Ashvin (Autore: Avasyu Atreya)
76. Ashvin (Autore: Atri Bhauma)
77. Ashvin (Autore: Atri Bhauma)
78. Ashvin (Autore: Saptavadhri Atreya)
79. Usas (Autore: Satyasravas Atreya)
80. Usas (Autore: Satyasravas Atreya)
81. Savitar (Autore: Syavasva Atreya)
82. Savitar (Autore: Syavasva Atreya)
83. Parjanya (Autore: Atri Bhauma)
84. Prithvi (Autore: Atri Bhauma)
85. Varuna (Autore: Atri Bhauma)
86. Indra-Agni (Autore: Atri Bhauma)
87. Marut (Autore: Evayamarut Atreya)

## 6° Libro (Maṇḍala)
1. Agni (Autore: Bharadvaja Barhaspatya)
2. Agni (Autore: Bharadvaja Barhaspatya)
3. Agni (Autore: Bharadvaja Barhaspatya)
4. Agni (Autore: Bharadvaja Barhaspatya)
5. Agni (Autore: Bharadvaja Barhaspatya)
6. Agni (Autore: Bharadvaja Barhaspatya)
7. Agni (Autore: Bharadvaja Barhaspatya)
8. Agni (Autore: Bharadvaja Barhaspatya)
9. Agni (Autore: Bharadvaja Barhaspatya)
10. Agni (Autore: Bharadvaja Barhaspatya)
11. Agni (Autore: Bharadvaja Barhaspatya)
12. Agni (Autore: Bharadvaja Barhaspatya)
13. Agni (Autore: Bharadvaja Barhaspatya)
14. Agni (Autore: Bharadvaja Barhaspatya)
15. Agni (Autore: Bharadvaja Barhaspatya)
16. Agni (Autore: Bharadvaja Barhaspatya)
17. Indra (Autore: Bharadvaja Barhaspatya)
18. Indra (Autore: Bharadvaja Barhaspatya)
19. Indra (Autore: Bharadvaja Barhaspatya)
20. Indra (Autore: Bharadvaja Barhaspatya)
21. Indra, Visvedeva (Autore: Bharadvaja Barhaspatya)
22. Indra (Autore: Bharadvaja Barhaspatya)
23. Indra (Autore: Bharadvaja Barhaspatya)
24. Indra (Autore: Bharadvaja Barhaspatya)
25. Indra (Autore: Bharadvaja Barhaspatya)
26. Indra (Autore: Bharadvaja Barhaspatya)
27. Indra (Autore: Bharadvaja Barhaspatya)
28. Vacche (Autore: Bharadvaja Barhaspatya)
29. Indra (Autore: Bharadvaja Barhaspatya)
30. Indra (Autore: Bharadvaja Barhaspatya)
31. Indra (A uthor: Suhotra Bharadvaja)
32. Indra (Autore: Suhotra Bharadvaja)
33. Indra (Autore: Sunahotra Bharadvaja)
34. Indra (Autore: Sunahotra Bharadvaja)
35. Indra (Autore: Nara Bharadvaja)
36. Indra (Autore: Nara Bharadvaja)
37. Indra (Autore: Bharadvaja Barhaspatya)
38. Indra (Autore: Bharadvaja Barhaspatya)
39. Indra (Autore: Bharadvaja Barhaspatya)
40. Indra (Autore: Bharadvaja Barhaspatya)
41. Indra (Autore: Bharadvaja Barhaspatya)
42. Indra (Autore: Bharadvaja Barhaspatya)
43. Indra (Autore: Bharadvaja Barhaspatya)
44. Indra (Autore: Samyu Barhaspatya)
45. Indra (Autore: Samyu Barhaspatya)
46. Indra (Autore: Samyu Barhaspatya)
47. Indra, etc (Autore: Garga Bharadvaja)
48. Agni e Altri (Autore: Samyu Barhaspatya)
49. Visvedeva (Autore: Rjisvan Bharadvaja)
50. Visvedeva (Autore: Rjisvan Bharadvaja)
51. Visvedeva (Autore: Rjisvan Bharadvaja)
52. Visvedeva (Autore: Rjisvan Bharadvaja)
53. Pusan (Autore: Bharadvaja Barhaspatya)
54. Pusan (Autore: Bharadvaja Barhaspatya)
55. Pusan (Autore: Bharadvaja Barhaspatya)
56. Pusan (Autore: Bharadvaja Barhaspatya)
57. Indra e Pusan (Autore: Bharadvaja Barhaspatya)
58. Pusan (Autore: Bharadvaja Barhaspatya)
59. Indra-Agni (Autore: Bharadvaja Barhaspatya)
60. Indra-Agni (Autore: Bharadvaja Barhaspatya)
61. Sarasvati (Autore: Bharadvaja Barhaspatya)
62. Ashvin (Autore: Bharadvaja Barhaspatya)
63. Ashvin (Autore: Bharadvaja Barhaspatya)
64. Usas (Autore: Bharadvaja Barhaspatya)
65. Usas (Autore: Bharadvaja Barhaspatya)
66. Marut (Autore: Bharadvaja Barhaspatya)
67. Mitra-Varuna (Autore: Bharadvaja Barhaspatya)
68. Indra-Varuna (Autore: Bharadvaja Barhaspatya)
69. Indra-Vishnu (Autore: Bharadvaja Barhaspatya)
70. Cielo e Terra (Autore: Bharadvaja Barhaspatya)
71. Savitar (Autore: Bharadvaja Barhaspatya)
72. Indra-Soma (Autore: Bharadvaja Barhaspatya)
73. Brhaspati (Autore: Bharadvaja Barhaspatya)
74. Soma-Rudra (Autore: Bharadvaja Barhaspatya)
75. Armi da Guerra (Autore: Payu Bharadvaja)

## 7° Libro (Maṇḍala)
1. Agni (Autore: Vasistha Maitravaruni)
2. Apris (Autore: Vasistha Maitravaruni)
3. Agni (Autore: Vasistha Maitravaruni)
4. Agni (Autore: Vasistha Maitravaruni)
5. Agni (Autore: Vasistha Maitravaruni)
6. Agni (Autore: Vasistha Maitravaruni)
7. Agni (Autore: Vasistha Maitravaruni)
8. Agni (Autore: Vasistha Maitravaruni)
9. Agni (Autore: Vasistha Maitravaruni)
10. Agni (Autore: Vasistha Maitravaruni)
11. Agni (Autore: Vasistha Maitravaruni)
12. Agni (Autore: Vasistha Maitravaruni)
13. Agni (Autore: Vasistha Maitravaruni)
14. Agni (Autore: Vasistha Maitravaruni)
15. Agni (Autore: Vasistha Maitravaruni)
16. Agni (Autore: Vasistha Maitravaruni)
17. Agni (Autore: Vasistha Maitravaruni)
18. Indra (Autore: Vasistha Maitravaruni)
19. Indra (Autore: Vasistha Maitravaruni)
20. Indra (Autore: Vasistha Maitravaruni)
21. Indra (Autore: Vasistha Maitravaruni)
22. Indra (Autore: Vasistha Maitravaruni)
23. Indra (Autore: Vasistha Maitravaruni)
24. Indra (Autore: Vasistha Maitravaruni)
25. Indra (Autore: Vasistha Maitravaruni)
26. Indra (Autore: Vasistha Maitravaruni)
27. Indra (Autore: Vasistha Maitravaruni)
28. Indra (Autore: Vasistha Maitravaruni)
29. Indra (Autore: Vasistha Maitravaruni)
30. Indra (Autore: Vasistha Maitravaruni)
31. Indra (Autore: Vasistha Maitravaruni)
32. Indra (Autori: Vasistha Maitravaruni, Sakti Vasistha)
33. Vasistha (Autore: Vasistha Maitravaruni)
34. Visvedeva (Autore: Vasistha Maitravaruni)
35. Visvedeva (Autore: Vasistha Maitravaruni)
36. Visvedeva (Autore: Vasistha Maitravaruni)
37. Visvedeva (Autore: Vasistha Maitravaruni)
38. Savitar (Autore: Vasistha Maitravaruni)
39. Visvedeva (Autore: Vasistha Maitravaruni)
40. Visvedeva (Autore: Vasistha Maitravaruni)
41. Bhaga (Autore: Vasistha Maitravaruni)
42. Visvedeva (Autore: Vasistha Maitravaruni)
43. Visvedeva (Autore: Vasistha Maitravaruni)
44. Dadhikras (Autore: Vasistha Maitravaruni)
45. Savitar (Autore: Vasistha Maitravaruni)
46. Rudra (Autore: Vasistha Maitravaruni)
47. Acque (Autore: Vasistha Maitravaruni)
48. Rhibus (Autore: Vasistha Maitravaruni)
49. Acqua (Autore: Vasistha Maitravaruni)
50. Divinità varie (Autore: Vasistha Maitravaruni)
51. Aditya (Autore: Vasistha Maitravaruni)
52. Aditya (Autore: Vasistha Maitravaruni)
53. Cielo e Terra (Autore: Vasistha Maitravaruni)
54. Vastospati (Autore: Vasistha Maitravaruni)
55. Vastospati (Autore: Vasistha Maitravaruni)
56. Marut (Autore: Vasistha Maitravaruni)
57. Marut (Autore: Vasistha Maitravaruni)
58. Marut (Autore: Vasistha Maitravaruni)
59. Marut (Autore: Vasistha Maitravaruni)
60. Mitra-Varuna (Autore: Vasistha Maitravaruni)
61. Mitra-Varuna (Autore: Vasistha Maitravaruni)
62. Mitra-Varuna (Autore: Vasistha Maitravaruni)
63. Mitra-Varuna (Autore: Vasistha Maitravaruni)
64. Mitra-Varuna (Autore: Vasistha Maitravaruni)
65. Mitra-Varuna (Autore: Vasistha Maitravaruni)
66. Mitra-Varuna (Autore: Vasistha Maitravaruni)
67. Ashvin (Autore: Vasistha Maitravaruni)
68. Ashvin (Autore: Vasistha Maitravaruni)
69. Ashvin (Autore: Vasistha Maitravaruni)
70. Ashvin (Autore: Vasistha Maitravaruni)
71. Ashvin (Autore: Vasistha Maitravaruni)
72. Ashvin (Autore: Vasistha Maitravaruni)
73. Ashvin (Autore: Vasistha Maitravaruni)
74. Ashvin (Autore: Vasistha Maitravaruni)
75. Usas (Autore: Vasistha Maitravaruni)
76. Usas (Autore: Vasistha Maitravaruni)
77. Usas (Autore: Vasistha Maitravaruni)
78. Usas (Autore: Vasistha Maitravaruni)
79. Usas (Autore: Vasistha Maitravaruni)
80. Usas (Autore: Vasistha Maitravaruni)
81. Usas (Autore: Vasistha Maitravaruni)
82. Indra-Varuna (Autore: Vasistha Maitravaruni)
83. Indra-Varuna (Autore: Vasistha Maitravaruni)
84. Indra-Varuna (Autore: Vasistha Maitravaruni)
85. Indra-Varuna (Autore: Vasistha Maitravaruni)
86. Varuna (Autore: Vasistha Maitravaruni)
87. Varuna (Autore: Vasistha Maitravaruni)
88. Varuna (Autore: Vasistha Maitravaruni)
89. Varuna (Autore: Vasistha Maitravaruni)
90. Vayu (Autore: Vasistha Maitravaruni)
91. Vayu (Autore: Vasistha Maitravaruni)
92. Vayu (Autore: Vasistha Maitravaruni)
93. Indra-Agni (Autore: Vasistha Maitravaruni)
94. Indra-Agni (Autore: Vasistha Maitravaruni)
95. Sarasvati (Autore: Vasistha Maitravaruni)
96. Sarasvati (Autore: Vasistha Maitravaruni)
97. Brhaspati (Autore: Vasistha Maitravaruni)
98. Indra (Autore: Vasistha Maitravaruni)
99. Vishnu (Autore: Vasistha Maitravaruni)
100. Vishnu (Autore: Vasistha Maitravaruni)
101. Parjanya (Autori: Vasistha Maitravaruni, Kumara Agneya)
102. Parjanya (Autori: Vasistha Maitravaruni, Kumara Agneya)
103. Rane (Autore: Vasistha Maitravaruni)
104. Indra-Soma (Autore: Vasistha Maitravaruni)

## 8° Libro (Maṇḍala)
1. Indra (Autori: Pragatha Kanva, Medhatithi Kanva, Medhyatithi Kanva)
2. Indra (Autori: Medhatithi Kanva, Priyamedha Angiras)
3. Indra (Autore: Medhyatithi Kanva)
4. Indra (Autore: Devatithi Kanva)
5. Ashvin (Autore: Brahmatithi Kanva)
6. Indra (Autore: Vatsa Kanva)
7. Marut (Autore: Punarvatsa Kanva)
8. Ashvin (Autore: Sadhvamsa Kanva)
9. Ashvin (Autore: Sasakarna Kanva)
10. Ashvin (Autore: Pragatha Kanva)
11. Agni (Autore: Vatsa Kanva)
12. Indra (Autore: Parvata Kanva)
13. Indra (Autore: Narada Kanva)
14. Indra (Autori: Gosuktin Kanva, Asvasuktin Kanva)
15. Indra (Autori: Gosuktin Kanva, Asvasuktin Kanva)
16. Indra (Autore: Irimbitha Kanva)
17. Indra (Autore: Irimbitha Kanva)
18. Aditya (Autore: Irimbitha Kanva)
19. Agni (Autore: Sobhari Kanva)
20. Marut (Autore: Sobhari Kanva)
21. Indra (Autore: Sobhari Kanva)
22. Ashvin (Autore: Sobhari Kanva)
23. Agni (Autore: Visvamanas Vaiyasva)
24. Indra (Autore: Visvamanas Vaiyasva)
25. Mitra-Varuna (Autore: Visvamanas Vaiyasva)
26. Ashvin (Autori: Visvamanas Vaiyasva, Vyasva Angiras)
27. Visvedeva (Autore: Manu Vaivasvata or Kasyapa Marica)
28. Visvedeva (Autore: Manu Vaivasvata or Kasyapa Marica)
29. Visvedeva (Autore: Manu Vaivasvata or Kasyapa Marica)
30. Visvedeva (Autore: Manu Vaivasvata or Kasyapa Marica)
31. Divinità varie (Autore: Manu Vaivasvata or Kasyapa Marica)
32. Indra (Autore: Medhatithi Kanva)
33. Indra (Autore: Medhyatithi Kanva)
34. Indra (Autore: Nipatithi Kanva)
35. Ashvin (Autore: Syavasva Atreya)
36. Indra (Autore: Syavasva Atreya)
37. Indra (Autore: Syavasva Atreya)
38. ?? (Autore: Syavasva Atreya)
39. Agni (Autore: Nabhaka Kanva)
40. Indra-Agni (Autore: Nabhaka Kanva)
41. Varuna (Autore: Nabhaka Kanva)
42. Varuna (Autori: Nabhaka Kanva, Arcananas Atreya)
43. Agni (Autore: Virupa Angiras)
44. Agni (Autore: Virupa Angiras)
45. Indra (Autore: Trisoka Kanva)
46. Indra (Autore: Vasa Asvya)
47. Aditya (Autore: Trita Aptya)
48. Soma (Autore: Pragatha Kanva)
49. Agni (Autore: Praskanva Kanva)
50. Indra (Autore: Pustigu Kanva)
51. Indra (Autore: Srustigu Kanva)
52. Indra (Autore: Ayu Kanva)
53. Indra (Autore: Medhya Kanva)
54. Indra (Autore: Matarisvan Kanva)
55. Indra (Autore: Krsa Kanva)
56. Aditya (Autore: Prsadhra Kanva)
57. Indra (Autore: Medhya Kanva)
58. Indra (Autore: Medhya Kanva)
59. Indra (Autore: Suparna Kanva)
60. Agni (Autore: Bharga Pragatha)
61. Agni (Autore: Bharga Pragatha)
62. Ashvin (Autore: Pragatha Kanva)
63. Agni (Autore: Pragatha Kanva)
64. Agni (Autore: Pragatha Kanva)
65. Indra (Autore: Pragatha Kanva)
66. Indra (Autore: Kali Pragatha)
67. Indra (Autore: Matsya Sammada or Manya Maitravaruni)
68. Soma (Autore: Priyamedha Angiras)
69. Indra (Autore: Priyamedha Angiras)
70. Indra (Autore: Puruhanman Angiras)
71. Indra (Autore: Suditi Purumilha)
72. Visvedeva (Autore: Haryata Pragatha)
73. Agni (Autore: Gopavana Atreya)
74. Ashvin (Autore: Gopavana Atreya)
75. Ashvin (Autore: Virupa Atreya)
76. Ashvin (Autore: Kurusuti Kanva)
77. Indra (Autore: Kurusuti Kanva)
78. Indra (Autore: Kurusuti Kanva)
79. Indra (Autore: Krtnu Bhargava)
80. Indra (Autore: Ekadyu Naudhasa)
81. Indra (Autore: Kusidin Kanva)
82. Indra (Autore: Kusidin Kanva)
83. Marut (Autore: Kusidin Kanva)
84. Indra (Autore: Usana Kavya)
85. Indra (Autore: Krsna Angiras)
86. Indra (Autori: Krsna Angiras, Visvaka Karsni)
87. Indra (Autori: Krsna Angiras, Dyumnika Vasistha, Priyamedha Angiras)
88. Indra (Autore: Nodhas Gautama)
89. Indra, Vak (Autori: Nrmedha Angiras, Purumedha Angiras)
90. Divinità varie (Autori: Nrmedha Angiras, Purumedha Angiras)
91. Agni (Autore: Apala Atreyi)
92. Agni (Autore: Sukaksa Angiras)
93. Indra (Autore: Sukaksa Angiras)
94. Indra (Autori: Vindu Angiras, Putadaksa Angiras)
95. Indra (Autore: Tirasci Angiras)
96. Indra (Autore: Tirasci Angiras)
97. Indra (Autore: Rebha Kasyapa)
98. Indra (Autore: Nrmedha Angiras)
99. Dono di Prashkanva (Autore: Nrmedha Angiras)
100. Dono Prashkanva (Autore: Nema Bhargava)
101. Ashvin (Autore: Jamadagni Bhargava)
102. Visvedeva (Autori: Prayoga Bhargava, Agni Barhaspatya)
103. Indra-Varuna (Autore: Sobhari Kanva)

## 9° Libro (Maṇḍala)
1. Soma Pavamana (Autore: Madhuccheas Vaisvamitra)
2. Soma Pavamana (Autore: Medhatithi Kanva)
3. Soma Pavamana (Autore: Sunahsepa Ajigarti)
4. Soma Pavamana (Autore: Hiranyastupa Angiras)
5. Apris (Autori: Asita Kasyapa, Devala Kasyapa)
6. Soma Pavamana (Autori: Asita Kasyapa, Devala Kasyapa)
7. Soma Pavamana (Autori: Asita Kasyapa, Devala Kasyapa)
8. Soma Pavamana (Autori: Asita Kasyapa, Devala Kasyapa)
9. Soma Pavamana (Autori: Asita Kasyapa, Devala Kasyapa)
10. Soma Pavamana (Autori: Asita Kasyapa, Devala Kasyapa)
11. Soma Pavamana (Autori: Asita Kasyapa, Devala Kasyapa)
12. Soma Pavamana (Autori: Asita Kasyapa, Devala Kasyapa)
13. Soma Pavamana (Autori: Asita Kasyapa, Devala Kasyapa)
14. Soma Pavamana (Autori: Asita Kasyapa, Devala Kasyapa)
15. Soma Pavamana (Autori: Asita Kasyapa, Devala Kasyapa)
16. Soma Pavamana (Autori: Asita Kasyapa, Devala Kasyapa)
17. Soma Pavamana (Autori: Asita Kasyapa, Devala Kasyapa)
18. Soma Pavamana (Autori: Asita Kasyapa, Devala Kasyapa)
19. Soma Pavamana (Autori: Asita Kasyapa, Devala Kasyapa)
20. Soma Pavamana (Autori: Asita Kasyapa, Devala Kasyapa)
21. Soma Pavamana (Autori: Asita Kasyapa, Devala Kasyapa)
22. Soma Pavamana (Autori: Asita Kasyapa, Devala Kasyapa)
23. Soma Pavamana (Autori: Asita Kasyapa, Devala Kasyapa)
24. Soma Pavamana (Autori: Asita Kasyapa, Devala Kasyapa)
25. Soma Pavamana (Autore: Drlhacyuta Agastya)
26. Soma Pavamana (Autore: Idhmavaha Darlhacyuta)
27. Soma Pavamana (Autore: Nrmedha Angiras)
28. Soma Pavamana (Autore: Priyamedha Angiras)
29. Soma Pavamana (Autore: Nrmedha Angiras)
30. Soma Pavamana (Autore: Bindu Angiras)
31. Soma Pavamana (Autore: Gotama Rahugana)
32. Soma Pavamana (Autore: Syavasva Atreya)
33. Soma Pavamana (Autore: Trita Aptya)
34. Soma Pavamana (Autore: Trita Aptya)
35. Soma Pavamana (Autore: Prabhuvasu Angiras)
36. Soma Pavamana (Autore: Prabhuvasu Angiras)
37. Soma Pavamana (Autore: Rahugana Angiras)
38. Soma Pavamana (Autore: Rahugana Angiras)
39. Soma Pavamana (Autore: Brhanmati Angiras)
40. Soma Pavamana (Autore: Brhanmati Angiras)
41. Soma Pavamana (Autore: Medhatithi Kanva)
42. Soma Pavamana (Autore: Medhatithi Kanva)
43. Soma Pavamana (Autore: Medhatithi Kanva)
44. Soma Pavamana (Autore: Ayasya Angiras)
45. Soma Pavamana (Autore: Ayasya Angiras)
46. Soma Pavamana (Autore: Ayasya Angiras)
47. Soma Pavamana (Autore: Kavi Bhargava)
48. Soma Pavamana (Autore: Kavi Bhargava)
49. Soma Pavamana (Autore: Kavi Bhargava)
50. Soma Pavamana (Autore: Ucathya Angiras)
51. Soma Pavamana (Autore: Ucathya Angiras)
52. Soma Pavamana (Autore: Ucathya Angiras)
53. Soma Pavamana (Autore: Avatsara Kasyapa)
54. Soma Pavamana (Autore: Avatsara Kasyapa)
55. Soma Pavamana (Autore: Avatsara Kasyapa)
56. Soma Pavamana (Autore: Avatsara Kasyapa)
57. Soma Pavamana (Autore: Avatsara Kasyapa)
58. Soma Pavamana (Autore: Avatsara Kasyapa)
59. Soma Pavamana (Autore: Avatsara Kasyapa)
60. Soma Pavamana (Autore: Avatsara Kasyapa)
61. Soma Pavamana (Autore: Amahiyu Angiras)
62. Soma Pavamana (Autore: Jamadagni Bhargava)
63. Soma Pavamana (Autore: Nidhruvi Kasyapa)
64. Soma Pavamana (Autore: Kasyapa Marica)
65. Soma Pavamana (Autore: Jamadagni Bhargava)
66. Soma Pavamana (Autore: Sata Vaikhanasa)
67. Soma e Altri (Autori: Saptarsis, Pavitra Angiras)
68. Soma Pavamana (Autore: Vatsapri Bhaleana)
69. Soma Pavamana (Autore: Hiranyastupa Angiras)
70. Soma Pavamana (Autore: Renu Vaisvamitra)
71. Soma Pavamana (Autore: Rsabha Vaisvamitra)
72. Soma Pavamana (Autore: Harimanta Angiras)
73. Soma Pavamana (Autore: Pavitra Angiras)
74. Soma Pavamana (Autore: Kaksivan Dairghatamas)
75. Soma Pavamana (Autore: Kavi Bhargava)
76. Soma Pavamana (Autore: Kavi Bhargava)
77. Soma Pavamana (A uthor: Kavi Bhargava)
78. Soma Pavamana (Autore: Kavi Bhargava)
79. Soma Pavamana (Autore: Kavi Bhargava)
80. Soma Pavamana (Autore: Vasu Bharadvaja)
81. Soma Pavamana (Autore: Vasu Bharadvaja)
82. Soma Pavamana (Autore: Vasu Bharadvaja)
83. Soma Pavamana (Autore: Pavitra Angiras)
84. Soma Pavamana (Autore: Prajapati Vacya)
85. Soma Pavamana (Autore: Vena Bhargava)
86. Soma Pavamana (Autori: Atri Bhauma, Grtsamada Saunaka, Akrsta Masa, Si Nivavari, PrsniAja)
87. Soma Pavamana (Autore: Usana Kavya)
88. Soma Pavamana (Autore: Usana Kavya)
89. Soma Pavamana (Autore: Usana Kavya)
90. Soma Pavamana (Autore: Vasistha Maitravaruni)
91. Soma Pavamana (Autore: Kasyapa Marica)
92. Soma Pavamana (Autore: Kasyapa Marica)
93. Soma Pavamana (Autore: Nodhas Gautama)
94. Soma Pavamana (Autore: Kanva Ghaura)
95. Soma Pavamana (Autore: Praskanva Kanva)
96. Soma Pavamana (Autore: Pratardana Daivodasi)
97. Soma Pavamana (Autori: Vasistha Maitravaruni, Indrapramati Vasistha, Vrsa Vasistha, Manyu Vasistha, Upamanyu Vasistha, Vyaghrapada Vasistha, Sakti Vasistha, Karnasrut Mrlika Vasistha, Vasukra Vasistha, Parasara Saktya, Kutsaì Angiras)
98. Soma Pavamana (Autori: Ambarisa Varsagira, Rjisvan Angiras)
99. Soma Pavamana (Autore: Rebhasunu Kasyapas)
100. Soma Pavamana (Autore: Rebhasunu Kasyapas)
101. Soma Pavamana (Autori: Ehigu Syavasvi, Yayati Nahusa, Nahusa Mana Manu Samvarana, Prajapati Vaisvamitra)
102. Soma Pavamana (Autore: Trita Aptya)
103. Soma Pavamana (Autore: Dvita Aptya)
104. Soma Pavamana (Autori: Parvata Kanva, Narada Kanva)
105. Soma Pavamana (Autori: Parvata Kanva, Narada Kanva)
106. Soma Pavamana (Autori: Agni Caksusa, Caksu Manava, Manu Apsava)
107. Soma Pavamana (Autore: Saptarsis)
108. Soma Pavamana (Autori: Gauriviti Saktya, Sakti Vasistha, Uru Angiras, Rji Bharadvaja)
109. Soma Pavamana (Autore: Agni Dhisnya Aisvaraya)
110. Soma Pavamana (Autori: Tryaruna Traivrsna, Trasadasyu Paurukutsa)
111. Soma Pavamana (Autore: Ananata Parucchepi)
112. Soma Pavamana (Autore: Sisu Angiras)
113. Soma Pavamana (Autore: Kasyapa Marica)
114. Soma Pavamana (Autore: Kasyapa Marica)

## 10° Libro (Maṇḍala)
1. Agni (Autore: Trita Aptya)
2. Agni (Autore: Trita Aptya)
3. Agni (Autore: Trita Aptya)
4. Agni (Autore: Trita Aptya)
5. Agni (Autore: Trita Aptya)
6. Agni (Autore: Trita Aptya)
7. Agni (Autore: Trita Aptya)
8. Agni (Autore: Trisiras Tvastra)
9. Acque (Autori: Trisiras Tvastra, Sindhudvipa Ambarisa)
10. Yama Yami (Autori: Yama Vaivasvata, Yami Vaivasvata)
11. Agni (Autore: Havirdhana Angi)
12. Agni (Autore: Havirdhana Angi)
13. Havirdhana (Autore: Visvasvan Aditya)
14. Yama (Autore: Yama Vaivasvata)
15. Padri (Autore: Sankha Yamayana)
16. Agni (Autore: Damana Yamayana)
17. Divinità varie (Autore: Devasravas Yamayana)
18. Divinità varie (Autore: Sankusuka Yamayana)
19. Acque o Vacche (Autori: Matitha Yamayana o Bhrgu o Cyavana Bhargava)
20. Agni (Autori: Vimada Aindra, Vasukrt Vasukra)
21. Agni (Autori: Vimada Aindra, Vasukrt Vasukra)
22. Indra (Autori: Vimada Aindra, Vasukrt Vasukra)
23. Indra (Autori: Vimada Aindra, Vasukrt Vasukra)
24. Indra, Ashvin (Autori: Vimada Aindra, Vasukrt Vasukra)
25. Soma (Autori: Vimada Aindra, Vasukrt Vasukra)
26. Pusan (Autori: Vimada Aindra, Vasukrt Vasukra)
27. Indra (Autore: Vasukra Aindra)
28. Indra, Vasukra (Autore: Vasukra Aindra)
29. Indra (Autore: Vasukra Aindra)
30. Acque (Autore: Kavasa Ailusa)
31. Visvedeva (Autore: Kavasa Ailusa)
32. Indra (Autore: Kavasa Ailusa)
33. Divinità varie (Autore: Kavasa Ailusa)
34. Dice, Etc (Autore: Kavasa Ailusa)
35. Visvedeva (Autore: Lusa Dhanaka)
36. Visvedeva (Autore: Lusa Dhanaka)
37. Surya (Autore: Abhitapa Saurya)
38. Indra (Autore: Indra Muskavan)
39. Ashvin (Autore: Ghosa Kaksivati)
40. Ashvin (Autore: Ghosa Kaksivati)
41. Ashvin (Autore: Suhastya Ghauseya)
42. Indra (Autore: Krsna Angiras)
43. Indra (Autore: Krsna Angiras)
44. Indra (Autore: Krsna Angiras)
45. Agni (Autore: Vatsapri Bhaleana)
46. Agni (Autore: Vatsapri Bhaleana)
47. Indra Vaikuntha (Autore: Saptagu Angiras)
48. Indra Vaikuntha (Autore: Indra Vaikuntha)
49. Indra Vaikuntha (Autore: Indra Vaikuntha)
50. Indra Vaikuntha (Autore: Indra Vaikuntha)
51. Agni, Divinità (Autore: Agni Saucika)
52. Divinità (Autore: Agni Saucika)
53. Agni, Saucika, Divinità (Autore: Agni Saucika)
54. Indra (Autore: Brhaduktha Vamadevya)
55. Indra (Autore: Brhaduktha Vamadevya)
56. Visvedeva (Autore: Brhaduktha Vamadevya)
57. Visvedeva (Autori: Behu, Subehu, Srutabehu, Viprabehuanas])
58. Manas o Spiriti (Autori: Behu, Subehu, Srutabehu, Viprabehuanas])
59. Nirrti e Altri (Autori: Behu, Subehu, Srutabehu, Viprabehuanas])
60. Asamati e Altri (Autori: Behu, Subehu, Srutabehu, Viprabehuanas])
61. Visvedeva (Autore: Nabhanedistha Manava)
62. Visvedeva, Etc (Autore: Nabhanedistha Manava)
63. Visvedeva (Autore: Gaya Plata)
64. Visvedeva (Autore: Gaya Plata)
65. Visvedeva (Autore: Vasukarna Vasukra)
66. Visvedeva (Autore: Vasukarna Vasukra)
67. Brhaspati (Autore: Ayasya Angiras)
68. Brhaspati (Autore: Ayasya Angiras)
69. Agni (Autore: Sumitra Vadhryasva)
70. Apris (Autore: Sumitra Vadhryasva)
71. Jnanam (Autore: Brhaspati Angiras)
72. Divinità (Autore: Brhaspati Angiras)
73. Indra (Autore: Gauriviti Saktya)
74. Indra (Autore: Gauriviti Saktya)
75. The Rivers (Autore: Sindhuksit Praiyamedha)
76. Pietre (Autore: Jaratkarna Sarpa Airvata)
77. Marut (Autore: Syumarasmi Bhargava)
78. Marut (Autore: Syumarasmi Bhargava)
79. Agni (Autore: Agni Saucika o Sapti Vajambhara)
80. Agni (Autore: Agni Saucika o Sapti Vajambhara)
81. Visvakarman (Autore: Visvakarma Bhauvana)
82. Visvakarman (Autore: Visvakarma Bhauvana)
83. Manyu (Autore: Manyu Tapasa)
84. Manyu (Autore: Manyu Tapasa)
85. Surya's Bridal (Autore: Surya Savitri)
86. Indra (Autori: Vrsakapi Aindra, Indra, Indrani)
87. Agni (Autore: Payu Bharadvaja)
88. Agni (Autore: Murdhanvan Vamadevya)
89. Indra (Autore: Renu Vaisvamitra)
90. Purusa (Autore: Narayana)
91. Agni (Autore: Aruna Vaitahavya)
92. Visvedeva (Autore: Saryata Manava)
93. Visvedeva (Autore: Tanva Parthya)
94. Pietre (Autore: Arbuda Kadraveya Sarpa)
95. Urvasi, Pururavas (Autori: Pururavas Aila, Urvasi)
96. Indra (Autori: Baru Angiras, Sarvahari Aindra)
97. Preghiera delle Erbe (Autore: Bhisag Atharvana)
98. Divinità (Autore: Devapi Arstisena)
99. Indra (Autore: Vamra Vaikhanasa)
100. Visvedeva (Autore: Duvasyu Veana)
101. Visvedeva (Autore: Budha Saumya)
102. Indra (Autore: Mudgala Bharmyasva)
103. Indra (Autore: Apratiratha Aindra)
104. Indra (Autore: Astaka Vaisvamitra)
105. Indra (Autori: Sumitra Kautsa, Durmitra Kautsa)
106. Ashvin (Autore: Bhutamsa Kasyapa)
107. Dakshina (Autori: Divya Angiras, Daksina Prajapatya)
108. Sarama, Panis (Autori: Sarama, Panis)
109. Visvedeva (Autore: Juhu Brahmajaya)
110. Apris (Autori: Rama Jamadagnya, Jamadagni Bhargava)
111. Indra (Autore: Astadamstra Vairupa)
112. Indra (Autore: Nabhahprabhedana Vairupa)
113. Indra (Autore: Sataprabhedana Vairupa)
114. Visvedeva (Autore: Sadhri Vairupa)
115. Agni (Autore: Upastuta Varstihavya)
116. Indra (Autore: Agniyuta Sthaura)
117. Liberalità (Autore: Bhiksu Angiras)
118. Agni (Autore: Uruksaya Angiras)
119. Indra (Autore: Laba Aindra)
120. Indra (Autore: Brhaddiva Atharvana)
121. Ka (Autore: Hiranyagarbha Prajapatya)
122. Agni (Autore: Citramaha Vasistha)
123. Vena (Autore: Vena Bhargava)
124. Agni, Etc (Autori: Agni, Varuna, Soma)
125. Vak (Autore: Vak Ambhrni)
126. Visvedeva (Autore: Amhomuk Vamadevya)
127. Notte (Autori: Kusika Saubhara, Ratri Bharadvaji)
128. Visvedeva (Autore: Vihavya Angiras)
129. Creazione (Autore: Prajapati Paramesthin)
130. Creazione (Autore: Yajna Prajapatya)
131. Indra (Autore: Sukirti Kaksivata)
132. Mitra, Varuna (Autore: Sakaputa Narmedha)
133. Indra (Autore: Sudas Paijavana)
134. Indra (Autore: Mehata Yauvanasva)
135. Yama (Autore: Kumara Yamayana)
136. Kesins (Autori: Juti, Vatajuti, Viprajuti, Vrsanaka, Karikrata, Etasa, Rsyasrnga [Vatarasanas])
137. Visvedeva (Autore: Saptarsis)
138. Indra (Autore: Anga Aurava)
139. Savitar (Autore: Visvavasu Devageharva)
140. Agni (Autori: Agni, Pavaka)
141. Visvedeva (Autore: Agni Tapasa)
142. Agni (Autori: Sarnga, Jaritr, Drona, Sarisrkva, Stambhamitra)
143. Ashvin (Autore: Atri Sankhya)
144. Indra (Autore: Urdhvasadman Yamayana)
145. Sapatni-badhanam (Autore: Indrani)
146. Aranyani (Autore: Devamuni Airammada)
147. Indra (Autore: Suvedas Sairisi)
148. Indra (Autore: Prthu Vainya)
149. Savitar (Autore: Arcan Hairanyastupa)
150. Agni (Autore: Mrlika Vasistha)
151. Fede (Autore: Sraddha Kamayani)
152. Indra (Autore: Sasa Bharadvaja)
153. Indra (Autore: Indramatara Devajamaya)
154. Nuova vita (Autore: Yami Vaivasvati)
155. Divinità varie (Autore: Sirimbitha Bharadvaja)
156. Agni (Autore: Ketu Agneya)
157. Visvedeva (Autori: Bhuvana Aptya, Sadhana Aptya)
158. Surya (Autore: Caksu Saurya)
159. Saci Paulomi (Autore: Saci Paulomi)
160. Indra (Autore: Purana Vaisvamitra)
161. Indra (Autore: Yaksmanasana Prajapatya)
162. Agni (Autore: Raksoha Brahma)
163. ?? (Autore: Vivrha Kasyapa)
164. Sogni (Autore: Pracetas Angiras)
165. Visvedeva (Autore: Kapota Nairrta)
166. Sapatna-nasanam (Autore: Rsabha Vairaja Sakvara)
167. Indra (Autori: Visvamitra, Jamadagni)
168. Vayu (Autore: Anila Vatayana)
169. Vacche (Autore: Sabara Kaksivata)
170. Surya (Autore: Vibhrat Saurya)
171. Indra (Autore: Ita Bhargava)
172. Usas (Autore: Samvarta Angiras)
173. Il Re (Autore: Dhruva Angiras)
174. Il Re (Autore: Abhivarta Angiras)
175. Pietre (Autore: Urdhvagrava Arbuda)
176. Agni (Autore: Sunu Arbhava)
177. Mayabheda (Autore: Patanga Prajapatya)
178. Tarksya (Autore: Aristanemi Tarksya)
179. Indra (Autori: Sibi Ausinara, Pratardana Kasiraja, Vasumanas Rauhidasva)
180. Indra (Autore: Jaya Aindra)
181. Visvedeva (Autori: Pratha Vasistha, Sapratha Bharadvaja, Gharma Saurya)
182. Brhaspati (Autore: Tapurmurdhan Barhaspatya)
183. Il Sacrificio ed altro (Autore: Prajavan Prajapatya)
184. ?? (Autore: Visnu Prajapatya)
185. Aditi (Autore: Satyadhrti Varuni)
186. Vayu (Autore: Ula Vatayana)
187. Agni (Autore: Vatsa Agneya)
188. Agni (Autore: Syena Agneya)
189. Surya (Autore: Sarparajni)
190. Creazione (Autore: Aghamarsana Madhuccheas)
191. Agni (Autore: Samvanana Angiras)